# Sankt Clemens Kirke (København)
 For alternative betydninger, se Sankt Clemens Kirke. (Se også artikler, som begynder med Sankt Clemens Kirke)
Sankt Clemens Kirke var en tidlig middelalderkirke i København, der lå under en bygning på Frederiksberggade 38.
Kirken nævnes første gang i skriftlige kilder i 1192. Udgravninger har vist, at kirken var bygget i munkesten, som brugtes i Danmark omkring midten af 1100-tallet, og den blev nedrevet omkring reformationen i 1536. Der er fundet grave og en engelsk mønt dateret til omkring 1070 ved udgravninger. Det indikerer, at der har ligget en kirke før, som sandsynligvis er opført i 1000-tallet, men den er ikke fundet.